# Vic Hooks
Victor Ronald Hooks (sinh ngày 4 tháng 7 năm 1955) là một cựu cầu thủ bóng đá người Anh từng thi đấu ở vị trí tiền đạo.